# Molson Indy Vancouver 1997
Molson Indy Vancouver 1997 var ett race som var den femtonde deltävlingen i CART World Series säsongen 1997. Den kördes den 31 augusti på Vancouver Street Circuit i Vancouver, British Columbia, Kanada. Loppet vanns av Maurício Gugelmin, som därmed tog sin första och enda seger i Champ Car. Alex Zanardi var nära att säkra mästerskapet, men slutade platsen bakom Gil de Ferran, som hade en matematisk chans att passera Zanardi i totalsammandraget med två tävlingar kvar där han fortsatt hade ledningen.

## Slutresultat[1]
| Plats | Förare                | Team                     | Grid | Kvaltid  |
| ----- | --------------------- | ------------------------ | ---- | -------- |
| 1     | Maurício Gugelmin     | PacWest Racing           | 5    | 54,505   |
| 2     | Jimmy Vasser          | Chip Ganassi Racing      | 3    | 54,386   |
| 3     | Gil de Ferran         | Walker Racing            | 7    | 54,553   |
| 4     | Alex Zanardi          | Chip Ganassi Racing      | 1    | 54,025   |
| 5     | Al Unser Jr.          | Marlboro Team Penske     | 22   | 56,028   |
| 6     | Raul Boesel           | Patrick Racing           | 12   | 55,052   |
| 7     | Mark Blundell         | PacWest Racing           | 8    | 54,600   |
| 8     | Bryan Herta           | Team Rahal               | 6    | 54,542   |
| 9     | Christian Fittipaldi  | Newman/Haas Racing       | 14   | 55,118   |
| 10    | André Ribeiro         | Tasman Motorsports       | 13   | 55,090   |
| 11    | Parker Johnstone      | Team KOOL Green          | 18   | 55,635   |
| 12    | Juan Manuel Fangio II | All American Racing      | 24   | 56,241   |
| 13    | Dario Franchitti      | Hogan Racing             | 10   | 54,655   |
| 14    | Hiro Matsushita       | Arciero-Wells Racing     | 26   | 58,508   |
| 15    | Roberto Moreno        | Bettenhausen Motorsports | 20   | 55,962   |
| 16    | Michael Andretti      | Newman/Haas Racing       | 4    | 54,419   |
| 17    | Greg Moore            | Forsythe Racing          | 9    | 54,614   |
| 18    | Scott Pruett          | Patrick Racing           | 11   | 54,750   |
| 19    | Adrián Fernández      | Tasman Motorsports       | 16   | 55,315   |
| 20    | Max Papis             | Arciero-Wells Racing     | 19   | 55,930   |
| 21    | Michel Jourdain Jr.   | Payton/Coyne Racing      | 15   | 55,183   |
| 22    | Richie Hearn          | Della Penna Motorsports  | 21   | 56,027   |
| 23    | Christian Danner      | Payton/Coyne Racing      | 23   | 56,068   |
| 24    | Bobby Rahal           | Team Rahal               | 2    | 54,351   |
| 25    | P.J. Jones            | All American Racing      | 25   | 56,373   |
| 26    | Gualter Salles        | Davis/Craig Racing       | 28   | -        |
| 27    | Dennis Vitolo         | Project Indy             | 27   | 1.02,557 |
| 28    | Paul Tracy            | Marlboro Team Penske     | 17   | 55,535   |